# Jamie Rauch
James Richert Rauch, detto Jamie (Houston, 17 agosto 1979), è un ex nuotatore statunitense.
Ai Giochi Olimpici estivi di Sydney 2000 ha conquistato la medaglia d'argento con la staffetta 4x200 stile libero insieme a Scott Goldblatt, Josh Davis e Jamie Rauch.

## Palmarès
- Olimpiadi

Sydney 2000: argento nella 4x200m sl.